# 安卡瓦查納山 (貝利耶區)
14°32′38″S 71°58′51″W / 14.54389°S 71.98083°W
安卡瓦查納山（Anka Wachana），是秘魯的山峰，位於該國南部庫斯科大區，由瓊比維卡省的貝利耶區負責管轄，屬於安地斯山脈的一部分，海拔高度4,641米。